# Кабус ибн Саид
Кабус ибн Саид ал-Саид (на арабски: قابوس بن سعيد آل سعيد) е султан на Оман от 1970 до 2020 година.
Роден е на 18 ноември 1940 година в Салала като единствен син на султана на Оман и Мускат Саид ибн Таймур от династията на Саидите и втората му съпруга Мазун Машани. През 1962 година завършва британската Кралска военна академия – Сандхърст, след което служи за кратко в Британската армия. Връща се в Оман през 1966 година, където е държан в изолация от баща си. На 23 юли 1970 година с британска подкрепа отстранява баща си и става султан на Оман, като управлява до своята смърт през 2020 година, когато е най-дълго управлявалият лидер в Арабския свят. Той провежда политика на модернизация на страната, като прекратява международната ѝ изолация, премахва робството, ликвидира Дохарското въстание и утвърждава конституция.
Кабус ибн Саид умира на 10 януари 2020 година в Сиб от рак на дебелото черво. Той няма деца и посочва за свой наследник първия си братовчед Хайтам ибн Тарик.